# Lost Ark
Lost Ark Online és un videojoc sud-coreà d'acció i rol actualment en desenvolupament. Els seus creadors tenen el propòsit d'arribar a un mercat mundial especialment després que es consolide en el mercat coreà, malgrat els dubtes per part d'alguns mitjans de comunicació occidentals. El model de negoci encara no és clar: no s'ha decidit encara si fer-lo gratuït per a jugar o no.
Ha estat comparat amb Diablo i se'l considera el rival de Lineage Eternal: Twilight Resistance.
L'ambientació del joc és de fantasia. La visió del joc serà en perspectiva isomètrica. Hi ha 18 classes de gènere fix personalitzables dividides en classes de suport i en classes de "tanc": Battlemaster, Infighter, Warlord (tanc), Berserker, Devil Hunter, Summoner i Arcana. Es dividirà en regions. Hi haurà zones segures i zones no segures, destaca el camp de batalla "Sylmael". Els jugadors podran descobrir illes i podran apropiar-se d'elles. Hi haurà casa de subhastes. Hi haurà masmorres. El temps serà estàtic excepte esdeveniments planificats i no hi haurà cicle dia-nit. El personatge pot viatjar amb vaixell, requerirà interactuar amb els NPCs per a resoldre assumptes i poder avançar, podrà aprendre treballs i Habilitats de la Vida (amb el sistema trípode: elegir entre branques, elegir la quantitat d'ús i augmentar l'àrea d'efecte), crear els seus propis combos i hi ha el sistema de 8 habilitats. Es podran fer "Guardian Raids" i explorar masmorres, trobar missions secretes, jugar a cartes, beure, pescar, artesania d'objectes, extraure recursos de mines i prendre decisions de caràcter moral (per exemple: salvar una persona o matar-la) i hi haurà un coliseu per a lluitar jugador contra jugador. Els personatges podran viatjar sobre dracs, i podran manipular objectes de l'ambient.